# James Victor
James Victor, pseudonimo di Lincoln Peralta (Santiago de los Caballeros, 27 luglio 1939 – Hollywood, 20 giugno 2016), è stato un attore dominicano naturalizzato statunitense, conosciuto per l'interpretazione del Sergente Jaime Mendoza nella serie televisiva Zorro (1990-1993) per quattro stagioni. Apparve in molti film diretti da John Cassavetes, tra cui Ombre (1959), Blues di mezzanotte (1961) e Volti (1968).

## Biografia

### Primi anni di vita e carriera
Victor, il più giovane di sei figli, nato Lincoln Peralta a Santiago de los Caballeros, nella Repubblica Dominicana, il 27 luglio 1939. Emigrò dalla Repubblica Dominicana a New York City con la sua famiglia quando aveva quattro anni. In seguito avrebbe scelto il nome d'arte "James Victor" in onore di suo fratello maggiore. Nel 1958, Victor si diplomò presso l'ormai inesistente Haaren High School nella sezione Hell's Kitchen di Midtown Manhattan. Ha ottenuto un lavoro nell'ufficio postale degli uffici di New York City della Walt Disney Company ed è entrato a far parte di El Nuevo Círculo Dramatico, una compagnia teatrale bilingue, dopo essersi diplomato al liceo. Per caso, Victor ha incontrato John Cassavetes, che sarebbe diventato un mentore personale e professionale. L'incontro ha portato Victor a studiare in un laboratorio di recitazione che era stato istituito da Cassavetes e Burt Lane, regista teatrale e insegnante di recitazione.  A Cassavetes è piaciuto il lavoro di Victor e lo ha scelto per molti dei suoi film, tra cui Shadows nel 1959, Too Late Blues nel 1961 e Faces nel 1968. Victor ha definito Cassavetes il suo "padrino" e l'amicizia tra i due è continuata fino alla morte di Cassavetes nel 1989.

### Televisione
Nel 1962, sia Victor che Cassavetes recitarono in un episodio di The Lloyd Bridges Show. I crediti televisivi di Victor tra gli anni '60 e '80 includevano guest spot in My Three Sons, I Spy, Family Affair, Adam-12, Kung Fu, The White Shadow, Falcon Crest, Remington Steele e Murder, She Wrote. Oltre ai suoi spot televisivi come ospite, Victor è stato membro a pieno titolo del cast di tre serie della ABC negli anni '70 e '80. Nel 1976, Victor è apparso nel sostituto estivo della ABC, Viva Valdez, uno spettacolo sui Valdez, una famiglia messicano-americana che gestisce un'attività idraulica a East Los Angeles. Successivamente ha recitato nella sitcom televisiva del 1983, Condo , con McLean Stevenson e Luis Ávalos , nel ruolo del nonno di una famiglia ispanica. Victor ha anche interpretato il nonno del personaggio di Elizabeth Peña in I Married Dora, trasmesso dalla ABC dal 1987 al 1988. È diventato famoso per il suo ruolo da protagonista come sergente. Jaime Mendoza su Zorro per quattro stagioni dal 1990 al 1993.

### Film
Oltre al suo precedente lavoro cinematografico con Cassavetes, Victor è apparso al fianco di William Devane in Rolling Thunder nel 1977, Borderline nel 1980 e Losin' It nel 1983.
In Stand and Deliver (1988), un film biografico sull'insegnante Jaime Escalante con Edward James Olmos, Victor interpretava il padre di uno degli studenti di Esclannte. Il personaggio di Victor si oppose agli sforzi di Escalante per incoraggiare sua figlia a frequentare il college.

### Teatro
Nel 1986, Victor ha recitato in I Don't Have to Show You No Stinking Badges!, un'opera satirica del drammaturgo Luis Valdez, durante la sua prima e rappresentazione originale al Los Angeles Theatre Center.

### Ultimi anni e morte
Victor, che soffriva di malattie cardiache, è morto nel suo appartamento a Hollywood, il 20 giugno 2016, all'età di 76 anni. Victor è stato sepolto nell'Hollywood Forever Cemetery il 10 luglio 2016.

## Filmografia parziale
- ...e tutto in biglietti di piccolo taglio (Fuzz), regia di Richard A. Colla (1972)
- Rolling Thunder, regia di John Flynn (1977)
- Boulevard Nights, regia di Michael Pressman (1979)
- L'uomo del confine (Borderline), regia di Jerrold Freedman (1980)
- Un week end da leone (Losin' It), regia di Curtis Hanson (1983)
- La forza della volontà (Stand and Deliver), regia di Ramón Menéndez (1988)
- Zorro – serie TV, 88 episodi (1990-1993)
- Gunfighter's Moon, regia di Larry Ferguson (1995)
- Casa de mi padre, regia di Matt Piedmont (2012)

### Doppiatori italiani
- Luigi Montini in Zorro
- Saverio Moriones in La forza della volontà